# Stygnomma spiniferum
Espèce
Synonymes
- Phalangodes spinifera Packard, 1884
- Citranus marquesas Goodnight & Goodnight, 1942
- Rula bolivari Goodnight & Goodnight, 1945
- Rula cotilla Goodnight & Goodnight, 1945

Stygnomma spiniferum est une espèce d'opilions laniatores de la famille des Stygnommatidae.

## Distribution
Cette espèce se rencontre aux États-Unis en Floride, en Jamaïque, à Cuba, au Belize et au Mexique au Quintana Roo.

## Description
La femelle holotype mesure 4 mm.
Le mâle décrit par Goodnight et Goodnight en 1951 mesure 3,4 mm et la femelle 3 mm.

## Liste des sous-espèces
Selon World Catalogue of Opiliones (28/09/2024) :
- Stygnomma spiniferum spiniferum (Packard, 1888) de  Floride et Jamaïque
- Stygnomma spiniferum bolivari (Goodnight & Goodnight, 1945) de Cuba
- Stygnomma spinifera tancahensis Goodnight & Goodnight, 1951 du Belize et Quintana Roo au Mexique

## Systématique et taxinomie
Cette espèce a été décrite sous le protonyme Phalangodes spinifera par Packard en 1884. Elle est placée dans le genre Scotolemon par Banks en 1901, dans le genre Neoscotolemon par Roewer en 1912, dans le genre Rula par Goodnight et Goodnight en 1942 puis dans le genre Stygnomma par Goodnight et Goodnight en 1951.
Citranus marquesas, Rula bolivari et Rula cotilla ont été placées en synonymie par Goodnight et Goodnight en 1951.

## Publications originales
- (en) Packard, « The cave fauna of North America, with remarks on the anatomy of the brain and origin of the blind species », Memoirs of the National Academy of Sciences, vol. 4, no 1,‎ 1888, p. 1-156 (lire en ligne)
- (es) Goodnight et Goodnight, « Dos nuevos opiliones de cavernas de Cuba », Ciencia (Mexico), vol. 6, no 2,‎ 1945, p. 62-64
- Goodnight et Goodnight, « The genus Stygnomma (Phalangida) », American Museum Novitates, no 1491,‎ 1951, p. 1-20 (lire en ligne)